# Кислица обыкновенная
Кисли́ца обыкнове́нная (лат. Oxális acetosélla) — многолетнее травянистое растение, вид рода Кислица (Oxalis) семейства Кисличные (Oxalidaceae).
Народные названия — «заячья капуста» и «кукушкин клевер».

## Ботаническое описание

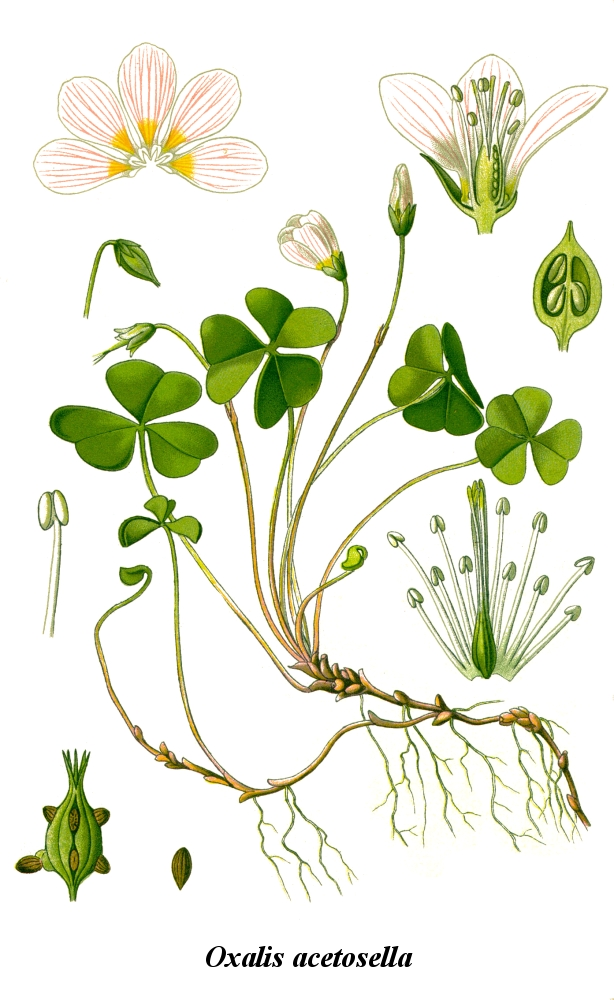
.

Кислица обыкновенная — зимнезелёное приземистое бесстебельное травянистое многолетнее растение, достигает в высоту 5—12 см.
Корневище тонкое, ползучее. Корни кислицы обыкновенной заражены грибами. Гифы гриба-фикомицета проникают внутрь клеток коры корня (эндотрофная микориза) и образуют там древовидные разветвления (арбускулы) или пузыревидные вздутия (везикулы). В субэпидермальных клетках тело гриба (мицелий) долго остаётся живым, а в слое переваривающих клеток (фагоцитах) происходит переваривание арбускул (тамнискофагия).
Листья — длинночерешковые, тройчатые, мягкие. Листочки обратносердцевидные, цельнокрайные. Перед наступлением ночи или ненастной погоды листочки складываются и поникают. На вкус они кисловаты, так как содержат соли щавелевой кислоты. Русский ботаник А. Ф. Баталин в 1872 году в диссертации «О влиянии света на образование формы растений» впервые указал на способность кислицы обыкновенной опускать листья на сильном свету и от механического раздражения: движение листьев под влиянием этих факторов происходит в результате изменения тургорного давления в клетках подушечек сочленений листьев.
Цветоносы длиной 5—10 см.
Цветёт в конце весны — начале лета (май — июнь). Цветки одиночные, на длинных цветоножках, белые с розово-фиолетовыми жилками и жёлтым пятном в основании. Чашелистики овальные, тупые, сверху голые, по краю опушённые. Опыление цветков кислицы обыкновенной, связанной с таёжным типом растительности, представляет собой особый случай. Цветки мономорфны, но наряду с открытыми (хазмогамными) цветками имеются закрытые (клейстогамные) цветки. У хазмогамных цветков рыльца и пыльца созревают одновременно, но они не могут прийти в соприкосновение, так как рыльца на 1/3 превышают высоту пыльников. Самоопылению цветков способствуют насекомые. В том случае, когда насекомыми осуществляется случайно перекрёстное опыление, завязываются семена. Клейстогамные цветки очень мелкие (около 3 мм) в сравнении с хазмогамными (диаметром около 2 см) и похожи на бутоны. Они обычно скрыты в листовой подстилке и появляются только когда начинается созревание семян у хазмогамных цветков. У клейстогамных цветков лепестки упрощены до крошечных чешуй, столбики короткие, пыльники не вскрываются, а пыльца прорастает внутри их и пыльцевые трубки проникают через стенку пыльника и ориентируются в направлении рыльца. Клейстогамия у кислицы обыкновенной — важнейшее приспособление к условиям темнохвойной тайги. Сильное затенение и повышение увлажнения вызывает увеличение числа клейстогамных цветков и уменьшение хазмогамных.
Плод — пятигнёздная локулицидная коробочка; вскрывается путём разрыва гнезд. Семена после созревания выбрасываются из коробочки на большое расстояние. Семена распространяются муравьями (мирмекохория).

## Распространение и экология
Встречается на всей территории Европы, на Кавказе, в Турции, Китае, Монголии, в Северной Америке. На территории России растёт в европейской части, на Кавказе, в Западной и Восточной Сибири, на Дальнем Востоке.
Кислица обыкновенная может быть примером растений, которые приурочены лишь к определённым растительным сообществам, будучи хорошо приспособлены к свойственной этим сообществам фитосреде. Успешно произрастающая в темнохвойных, в особенности еловых лесах в условиях значительного затенения, являющаяся, наряду с майником и седмичником, характерным представителем растительного сообщества таких лесов, она обычно быстро исчезает при уничтожении леса (тем не менее в опытах выращивания кислицы из семян вне природных сообществ она росла при полном солнечном освещении лучше, чем при затенении в условиях леса). В еловых лесах часто можно встретить сплошной покров из кислицы обыкновенной.

## Растительное сырьё
Листья содержат до 1 % органических кислот (в основном щавелевую, а также яблочную, янтарную и др.) и их соли; в молодых листьях содержится более 0,07 % аскорбиновой кислоты (к осени — до 0,15 %), каротин, рутин. Благодаря наличию органических кислот листья имеют приятный кислый вкус.

## Значение и применение
Известно как лекарственное растение в народной медицине. Применяется в виде настоев и отваров травы. Используют как желчегонное, мочегонное, противовоспалительное, регулирующее пищеварение средство, для устранения дурного запаха изо рта, при нарушениях обмена веществ, кожных болезнях. Листья употребляют в свежем виде при весеннем авитаминозе. Свежий сок кислицы обладает антисептическим и ранозаживляющим свойствами. Примочки с соком и свежие измельчённые листья прикладывают к гнойным ранам и язвам.
В народной медицине растение использовали как противоядие при отравлении ртутью и мышьяком.
У растения приятный кисловатый привкус, но в больших количествах оно слегка ядовитое, может вызвать раздражение почек и мочевыводящих путей. Из свежих растёртых с сахаром листьев можно приготовить витаминный напиток. В смеси с сыром листья пригодны для салатов, их также едят как приправу к яичным блюдам и супам. Настой зелени иногда используют как суррогат чая. Однако длительное внутреннее применение этого растения может привести к заболеванию почек.
Кислица обыкновенная использовалась в красильном деле.
При выпасе животных в местах с большим количеством кислицы обыкновенной (особенно в начале весны, когда другого корма мало) бывают случаи опасного отравления (в частности, у овец), нередко со смертельным исходом. На Северном Урале отмечено поедание северным оленем (Rangifer tarandus). Вредного действия на оленей не отмечено.
По наблюдениям в Кабардино-Балкарии поедается западнокавказским туром (Capra caucasica).
Иногда применяется как декоративное растение. Предпочитает влажную, богатую перегноем почву. Участок для выращивания этого растения лучше выбрать тенистый. Размножается кислица обыкновенная семенами и делением куста. Разрастаясь, она образует красивый ковёр.

## Классификация

### Таксономическое положение
- Oxalis acetosella L., 1753, Sp. Pl. : 433

Вид Кислица обыкновенная относится к роду Кислица (Oxalis) семейства Кисличные (Oxalidaceae) порядка Кисличноцветные (Oxalidales) последовательно входящего в более крупные клады Фабиды → Розиды → Суперрозиды → Эвдикоты → Цветковые растения. Таксономическая схема в соответствии с Системой APG IV по состоянию на декабрь 2023 года:
|  |                          |  |                                   |                                   |                     |  | еще 6 семейств | еще 6 семейств |                          |  |  |  | еще 556 подтвержденных видов и 159 таксонов в статусе "неподтвержденных" |
|  |                          |  |                                   |                                   |                     |  | еще 6 семейств | еще 6 семейств |                          |  |  |  | еще 556 подтвержденных видов и 159 таксонов в статусе "неподтвержденных" |
|  |                          |  |                                   | порядок Кисличноцветные           |                     |  |                |                | род Кислица              |  |  |  |                                                                          |
|  |                          |  |                                   | порядок Кисличноцветные           |                     |  |                |                | род Кислица              |  |  |  |                                                                          |
|  | клада Цветковые растения |  |                                   |                                   | семейство Кисличные |  |                |                | вид Кислица обыкновенная |  |  |  |                                                                          |
|  | клада Цветковые растения |  |                                   |                                   | семейство Кисличные |  |                |                |                          |  |  |  |                                                                          |
|  |                          |  | ещё 63 порядка цветковых растений | ещё 63 порядка цветковых растений |                     |  |                | еще 4 рода     | еще 4 рода               |  |  |  |                                                                          |
|  |                          |  |                                   | ещё 63 порядка цветковых растений |                     |  |                |                | еще 4 рода               |  |  |  |                                                                          |

### Синонимы
- Acetosella alba Kuntze
- Oxalis acetosella f. rosea Terao
- Oxalis acetosella subsp. acetosella
- Oxalis acetosella subsp. montana (Raf.) Hultén
- Oxalis acetosella var. caerulea DC.
- Oxalis acetosella var. longicapsula Terao
- Oxalis acetosella var. parviflora Lej.
- Oxalis acetosella var. rosea Peterm.
- Oxalis acetosella var. subpurpurascente DC.
- Oxalis acetosella var. vegeta Tatew.
- Oxalis acetosella var. violacea Westf.
- Oxalis alba Steud.
- Oxalis americana Bigel. ex DC.
- Oxalis fragrans Tod.
- Oxalis leucolepis Diels
- Oxalis montana f. rhodantha (Fernald) Fernald
- Oxalis nemoralis Salisb.
- Oxalis parviflora Lej.
- Oxalis taquetii R.Knuth
- Oxalis vulgaris Gray
- Oxys acetosella Scop.
- Oxys alba Lam.
- Oxys pliniana Bubani

|                                                             |  |  |  |  |
| Слева направо. Общий вид. Лист. Цветок. Схема цветка. Плод. |  |  |  |  |